# Platydemus manokwari

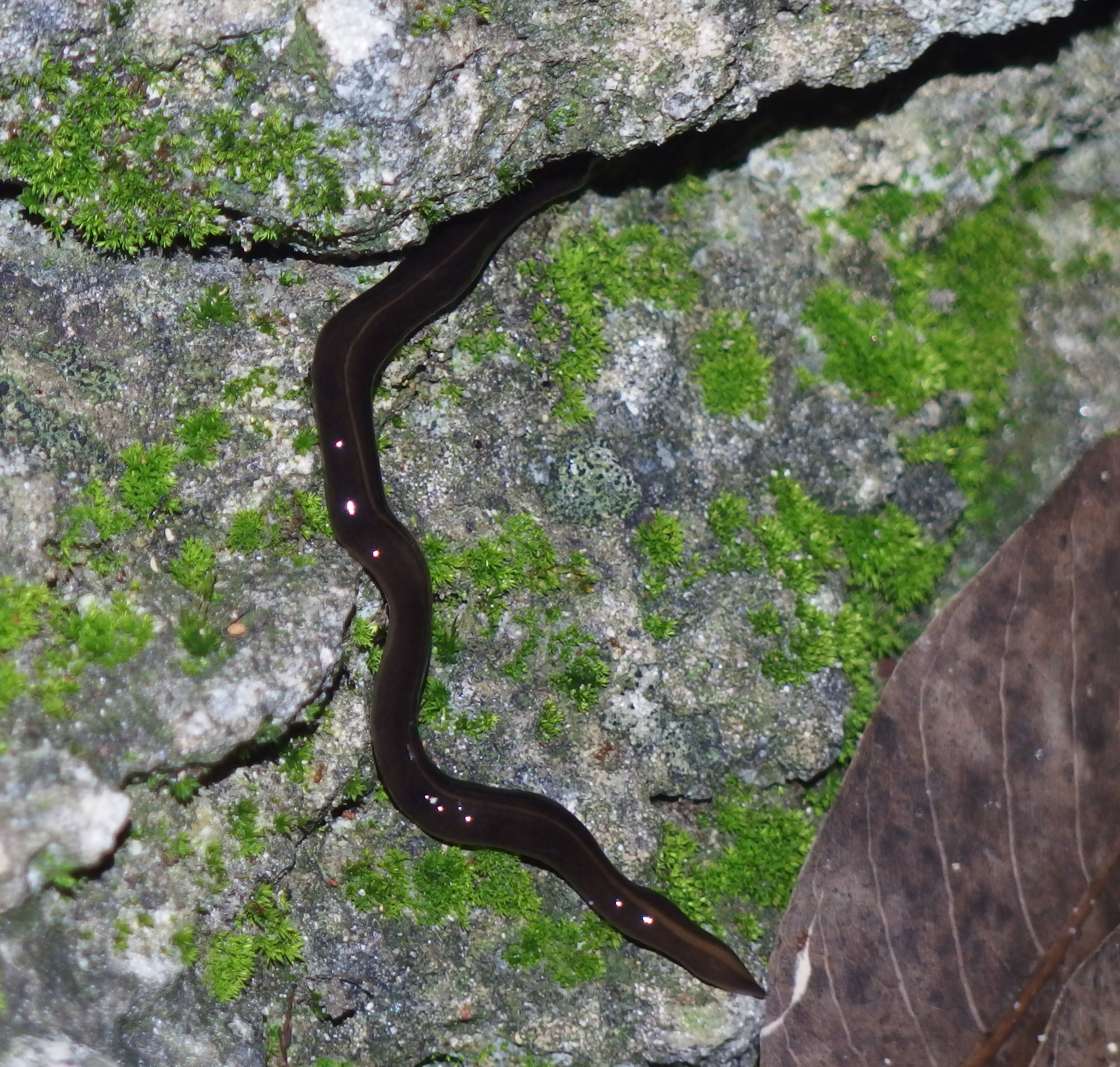
Platydemus manokwari, especie invasora en Florida, Estados Unidos.

Platydemus manokwari,  también denominado planaria de Nueva Guinea, es una especie de gran planaria terrestre depredadora.
Es nativa de Nueva Guinea, y ha sido introducida en forma accidental al suelo de muchos países, incluido Estados Unidos. También se introdujo deliberadamente en dos islas del Pacífico en un intento de controlar una invasión del caracol gigante africano. Come una variedad de invertebrados, incluidos los caracoles terrestres, y ha tenido un impacto negativo significativo en la rara fauna endémica de caracoles terrestres de algunas islas del Pacífico. Se ha establecido en una amplia variedad de hábitats.
Está considerada una de las cien especies exóticas invasoras más dañinas del mundo.

## Ecología

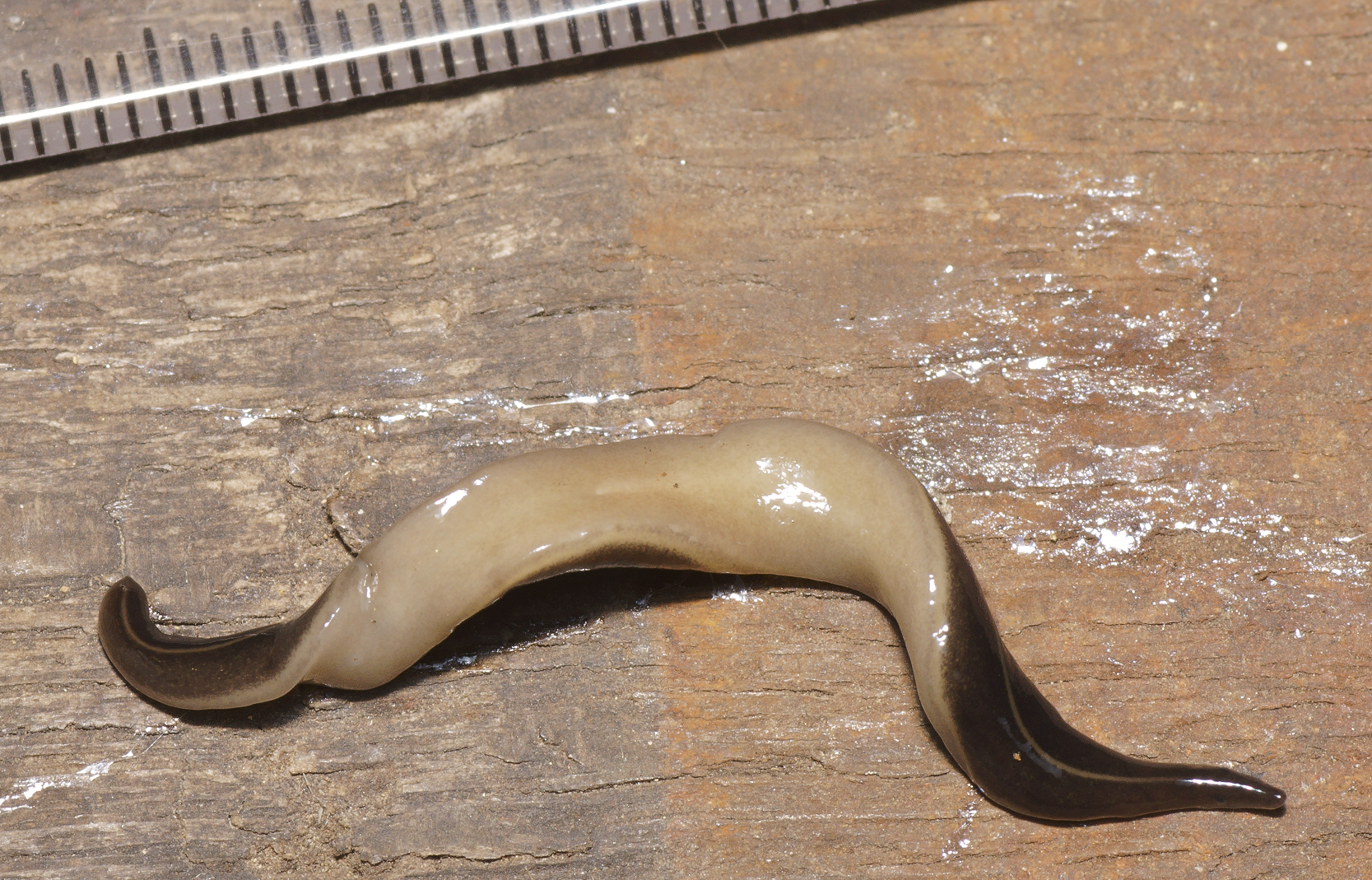
El vientre de Platydemus manokwari es pálido finamente moteado marrón claro.

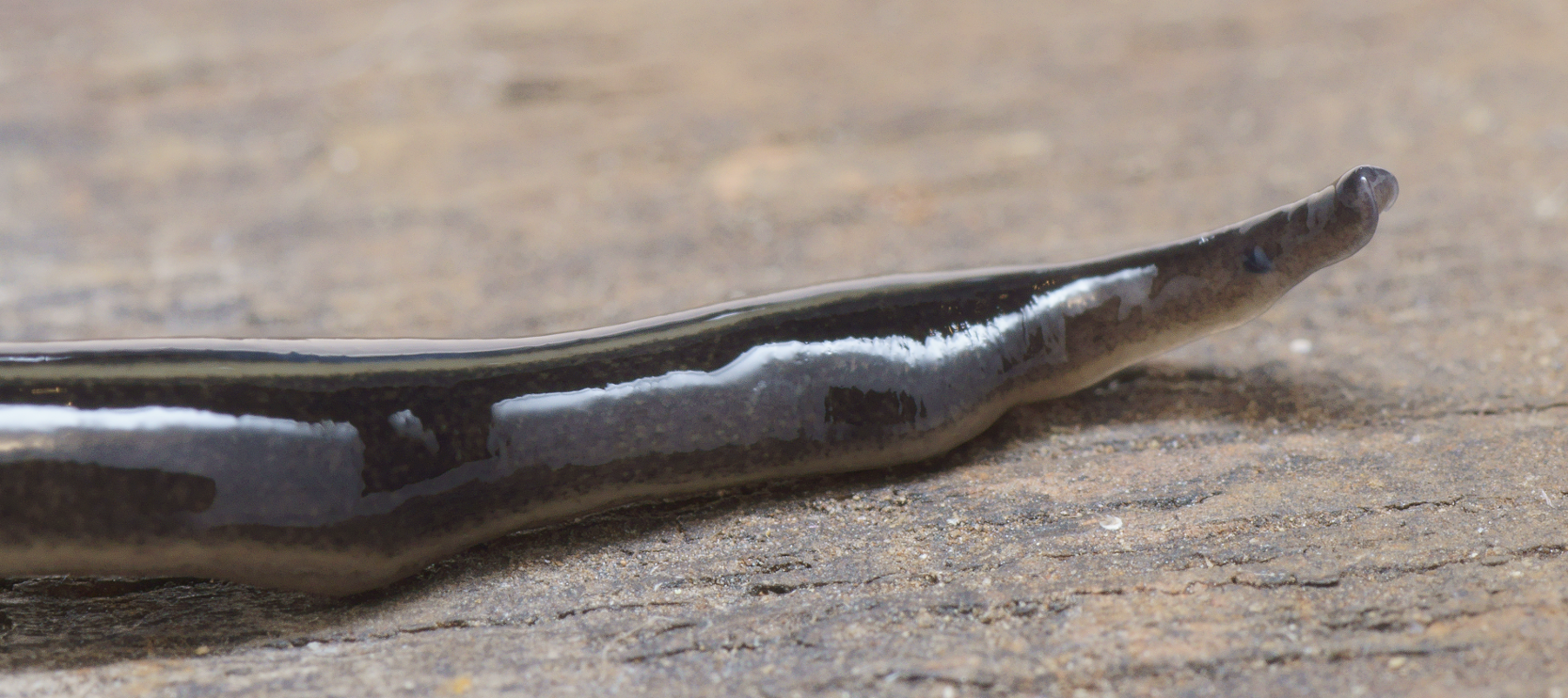
Zona de la cabeza de Platydemus manokwari.

### Descripción
Esta es una planaria relativamente grande, mide de 40 a 60 mm de largo y unos 4 a 7 mm de ancho. Su cuerpo, sin embargo, es muy plano, no llegando a tener 2 mm de espesor. Ambos extremos del animal son puntiagudos, pero el extremo de la cabeza es más puntiagudo que el extremo de la cola. Cerca de la punta del extremo de la cabeza hay dos ojos. El color de este animal es marrón oscuro en la superficie superior, con una línea central más clara. La parte inferior es de color gris claro.

### Hábitat natural
Platydemus manokwari es nativa de la isla de Nueva Guinea en el Océano Pacífico. Esta especie de planaria grande se alimenta de moluscos terrestres y está considerada una de las 100 especies invasivas más dañinas del mundo. Fue descubierta y descripta por De Beauchamp en 1962 en Queensland, Australia.
El hábitat original de Platydemus manokwari son las zonas tropicales, pero se le encuentra en casi todas las regiones templadas del mundo incluidas zonas agrícolas, costas, y áreas impactadas por el hombre, como también, bosques naturales, forestaciones, riparian zones, zonas de arbustos, áreas urbanas, y humedales. Sin embargo, Platydemus manokwari no vive en zonas urbanas costeras, tal vez a causa de factores medio ambientales tales como la falta de vegetación.

### Presas

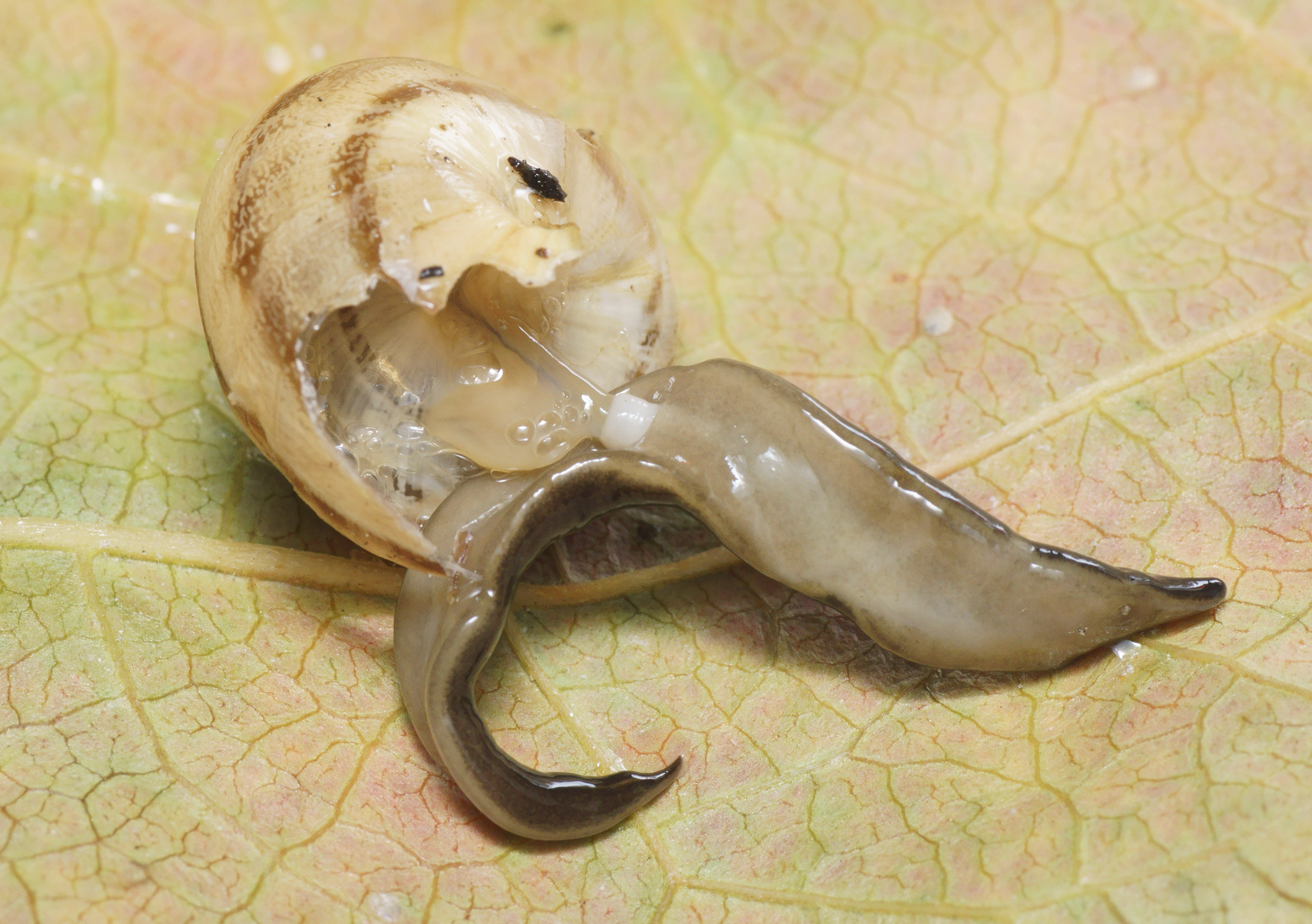
Platydemus manokwari se alimenta de un caracol Eobania vermiculata, utilizando la faringe cilíndrica blanca visible en su zona ventral.

Platydemus manokwari en gran medida se alimenta de pequeños caracoles de tierra, aunque también se alimenta de diversos invertebrados del suelo como lombrices de tierra, slugs, y artrópodos. P. manokwari es el principal depredador de los moluscos de tierra, y ataca a los caracoles durante casi todo su ciclo de vida incluidos juveniles. P. manokwari no reconoce a los huevos de caracol en su etapa temprana como una posible fuente de alimento, pero si se alimenta de juveniles y huevos de caracol terrestre en etapas finales de maduración. P.  manokwari utiliza un método de detección de químicos para seguir rastro de mucosidad de los caracoles y acechar a su presa, veces llegando a perseguirla por los árboles. En sectores donde la población de caracoles terrestres se ha agotado, consumen a otras planarias. La dieta de P. manokwari varia según la temporada. Según las investigaciones realizadas por Sugiura, más del 90% de los caracoles terrestres son atacados por P. manokwari en el período de julio a noviembre, y solo el 40% de los caracoles de tierra son consumidos durante los otros meses. Existe una correlación entre la mortalidad de los caracoles y la temperatura. Esta diferencia según las estaciones se debe a diferentes patrones de alimentación, diferentes condiciones microclimáticas, y densidades diferentes.

### Depredadores
No se conocen depredadores de Platydemus manokwari.  Sin embargo, Platydemus manokwari es un huésped paraténico del nematodo Angiostrongylus cantonensis. Este nematodo parasita Platydemus manokwari y al gran caracol africano terrestre, y ambos organismos son vectores de transmisión del parásito.  A. cantonensis parasita humanos y causa angiostrongiliasis. Se cree que Platydemus manokwari es un vector de transmisión del parásito hacia los humanos y afecta la epidemiología de angiostrongiliasis. En un brote de angiostrongyliasis en la Prefectura de Okinawa, se examinaron las poblaciones intermediarias de Angiostrongylasis cantonensis fueron examinadas para detectar cuales eran los intermediarios infectados con mayor frecuencia. Se determinó que Platydemus manokwari era uno de los principales huéspedes infectados, con una tasa de infectados del 14.1%. Es posible que Platydemus manokwari sea un vector ya que a veces se le encuentra debajo de las hojas de repollo las cuales se consumen crudas como ensalada.